# Africactenus leleupi
Africactenus leleupi är en spindelart som beskrevs av Benoit 1975. Africactenus leleupi ingår i släktet Africactenus och familjen Ctenidae.
Artens utbredningsområde är Kongo. Inga underarter finns listade i Catalogue of Life.